# Puente de Santa María
El puente de Santa María forma parte del conjunto de los puentes sobre el río Arlanzón de la ciudad española de Burgos. Este puente ha sido un punto clave en la ciudad, pues se usaba como acceso a esta convirtiéndose así en uno de los pasos emblemáticos. Es por ello que desde un primer momento ha sido foco de intensivos cuidados.

## Historia
Se desconoce la fecha exacta de la construcción del puente, sin embargo, hay indicios que llevan a pensar que previamente, tuvo que haber un paso estable que permitiera la entrada a la urbe.

### Antiguo puente de Santa María
Alfonso X el Sabio mandó construir una fortificación que permitiera una cierta protección y control, la bautizó como "La torre de la puente" que perduraría sufriendo ciertos cambios. En el siglo xviii con la construcción de la nueva cerca de la ciudad, la fortificación quedó integrada como parte del puente, lo que aumento todavía más su importancia. 
En 1395 se creó junto al puente un sistema de molino que permitía aprovechar las fuertes crecidas del río, además se tuvieron en cuenta ciertas premisas para garantizar su buen estado; en ocasiones se trató de tan solo un mantenimiento mientras que otras veces, las inversiones eran inasequibles para el concejo. 
En 1527 la ciudad de Burgos sufrió una de sus mayores inundaciones causando infinitud de destrozos, su recuperación fue costosa, asumiendo numerosos cargos; se presentaron dos proyectos de reconstrucción uno a manos de Diego de Siloé y otro a manos de Francisco de Colina, se cree que la obra se la encargaron finalmente a de Diego de Siloé. Además de las fuertes inundaciones la ciudad sufrió el efecto de la peste y las dificultades económicas haciendo así el proceso de reconstrucción más lento del estimado, las obras tardaron 8 años, sin embargo, el resultado fue una nueva imagen con pilares, arcos y pretiles de piedra que dieron un aspecto de solidez.

### Nuevo puente de Santa María
Fueron las obras de finales del siglo xvi las que le dieron al puente su mayor esplendor y solidez, esta disposición la mantendrá a lo largo de los siglos xvii, xviii y xix. Estas obras al igual que las anteriores fueron motivo de otra riada en la que muchos de los puentes de la ciudad burgalesa fueron destruidos y el puente de Santa María sufrió notables daños. Los regidores decidieron reconstruirlo además de ampliar su capacidad, para ello el ayuntamiento decidió comprar las casas anexas al puente para derribar las y así llevar a cabo su proyecto. 
Las principales trabas a las que se tuvieron que enfrentar fueron principalmente económicas, no había suficiente dinero para llevar a cabo su cometido, pidieron fondos al rey Felipe II, a los territorios del entorno pues estas, también se beneficiaban del puente. Otro problema que retraso la obra fue el desencuentro entre Lope de Arredondo (director de los trabajos)  y otros maestros que llevaban a cabo esta labor.
En 1775 una nueva inundación volvió a causar numerosos desperfectos en la ciudad, es por ello que se planteó el proyecto que permitiría a Burgos tener mejores canalizaciones y dirigir las corrientes fluviales para evitar este desastre que tantas veces había azotado a la ciudad. Para desempeñar esta labor se contó con la participación de Francisco Antonio Pérez del Hoyo, que a pesar de las dificultades económicas pudo llevar a cabo la mejora de la circulación del río y sus alrededores, sin embargo fue su hijo Ángel Francisco Pérez quien se encargó de las reparaciones del puente de Santa María, en 1776.

### Modernización del puente de Santa María

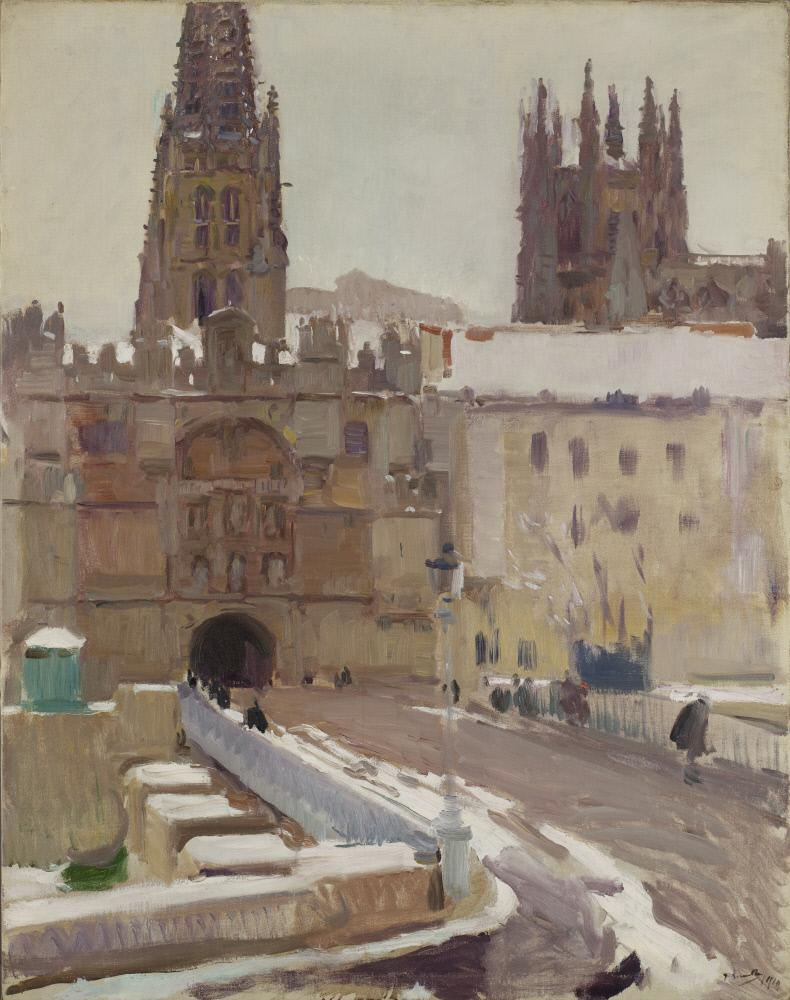
Vista del puente y el arco de Santa María, con la catedral al fondo, en una pintura de Sorolla (1910).

En 1880 aparece por una nueva inundación, la necesidad de mejora, ensanche y modernización del puente para darle así más espacio y permitir el paso de carruajes más fluido. Para la obra querían evitar a toda costa el uso de cemento pero no del hierro, esto se debe al cuidado estético que tan importante era en la época. El encargado de llevarlo a cabo fue el ingeniero Ramón de Aguinaga y Arrechea. Con este nuevo proyecto la imagen del puente mejoró notablemente además de mejorar su paso.

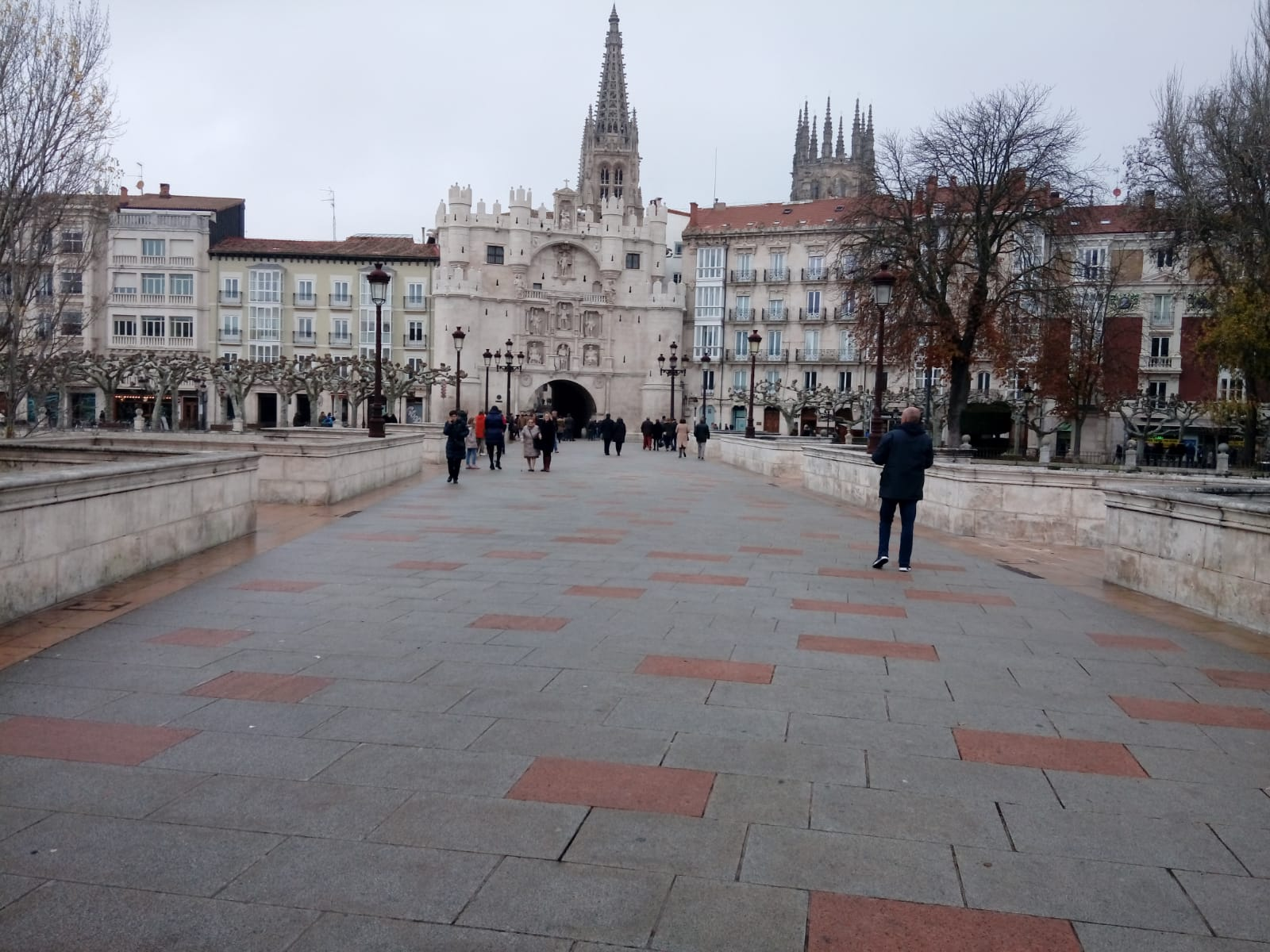
Vista del puente en el

A principios del siglo xx se propuso convertir en navegable la parte comprendida entre el puente de San Pablo y el puente de Santa María. En 1927 se construye una presa para hacer este proyecto realidad, sin embargo, este acto traería con sigo mucha polémica pues había quien opinaba que esta obra causaría daños en el puente mientras que otros, pensaban que no tendría ningún efecto perjudicial. 
En 2006 vuelve a darse una de las mayores obras del puente, se pretendió que el puente recuperara la imagen de antigüedad que en un primer momento tenía; el puente pasó a ser totalmente peatonal.